# Frank Engelen
Frank Engelen was een Belgisch jazzgitarist, componist en arrangeur. Geboren in 1912 in Boston en overleden in 1981 in Brussel.
Engelen had een klassieke opleiding genoten aan het Antwerps conservatorium, maar kreeg interesse voor jazz. Hij trad op in talrijke formaties in Nederland, Duitsland, Tsjecho-Slowakije en Italië. Hij was zelden te horen als solist, maar bleef heel zijn carrière actief als componist en arrangeur. Zijn naam blijft voornamelijk verbonden aan de jaren veertig, met composities als Badinage, Bagatelle, La piste, Avondschemering en vooral Studio 24 dat in de jaren veertig bijzonder populair werd en waarvan Django Reinhardt in 1942 een opname maakte.
Engelen trad onder meer op met de dansorkesten van Jean Omer, Rudy Bruder, Jeff De Boeck en Robert De Kers.